# Вінна (Великопольське воєводство)
Вінна (пол. Winna) — село в Польщі, у гміні Занемишль Сьредського повіту Великопольського воєводства.
Населення — 61 особа (2011).
У 1975-1998 роках село належало до Познанського воєводства.

## Демографія
Демографічна структура станом на 31 березня 2011 року:
|          | Загалом | Допрацездатний вік | Працездатний вік | Постпрацездатний вік |
| -------- | ------- | ------------------ | ---------------- | -------------------- |
| Чоловіки | 32      | 5                  | 26               | 1                    |
| Жінки    | 29      | 4                  | 22               | 3                    |
| Разом    | 61      | 9                  | 48               | 4                    |